# Cavall Pirinenc Català
El Cavall Pirinenc Català és una raça de cavalls d'orientació principalment càrnia pròpia dels Pirineus Catalans, sobretot de les comarques de la Cerdanya, Pallars Sobirà, Ripollès, Vall d'Aran, Pallars Jussà, Alta Ribagorça i Alt Urgell. La definició d'aquesta raça, impulsada a partir del 2004, fou aprovada el 13 de desembre del 2007 per designar el que fins aquell moment havia rebut noms diversos com Agrupació Hipermètrica Pirinenca, Hispano Bretó, Cavall de carn dels Pirineus o bretó cerdà.

## Origen
Dades històriques corroboren que aquest cavall català ja existia en un raonable estat de domesticació, al segle III aC, es creu que degut a l'abandonament de cavalls entrenats per la guerra durant la romanització de la península Ibèrica.
A mitjans del segle xx, aquests animals comencen un procés de millora amb creuaments sobretot amb les races franceses pesades (>650 kg) i rucs per a obtenir animals que s'utilitzaran per a les feines del camp i les forestals. D'aquesta manera s'obté una “falsa” millora genètica amb l'aparició d'animals cada cop més grossos, amb més formes i més estilitzats. Els futurs i continus creuaments en les parades militars de l'exèrcit espanyol i la mecanització dels treballs agrícoles i ramaders, suposen un gir en l'orientació de la raça, esdevenint bàsicament per a la producció de carn.
Aquesta producció va convertir-se en un dels principals aliments de subsistència en la postguerra de la Guerra Civil espanyola (1936-1939), sobretot per l'envergadura dels animals que permetia obtenir gran quantitat de carn però de qualitat més que poc recomanable, ja que sovint es tractava d'animals molt vells i morts en circumstàncies no adients per al consum.
El 2004 es van iniciar els estudis per impulsar el reconeixement de la raça i es van presentar informes sobre les explotacions, la caracterització morfològica i genètica de la població. Els impulsors van ser una sèrie de ramaders i tècnics del Pirineu, recolzats per estudis realitzats a la UAB, que van demostrar que el Cavall Pirinenc Català té poques semblances amb altres cavalls hipermètrics de la península i pot esdevenir una raça autòctona amb les característiques i el funcionament descrit al DOGC 5122 de 30 d'abril de 2008.
La raça com a tal es reconeix el 13 de desembre de 2007 quan, en una reunió al Departament d'Agricultura, Alimentació i Acció Social de la Generalitat de Catalunya s'aprovà l'estàndard oficial i el canvi de nom del que fins aquell moment s'havia anomenat Agrupació Hipermètrica Pirenenca. El Llibre Genealògic es publicà el 30 d'abril de 2008 al DOGC núm. 5122. El mateix any 2008 es crea la FECAPI (Federació d'Associacions de Cavall Pirinenc Català) i es posa en marxa el Concurs Nacional de CPC, que es realitza un cop a l'any en alguna de les comarques representades per la Federació, i que són l'Alta Ribagorça, l'Alt Urgell, la Cerdanya, el Pallars Jussà, el Pallars Sobirà, el Ripollès i la Val d'Aran. La FECAPI constava el 2008 de 430 socis i una població d'unes 3700 eugues i 800 cavalls. El registre fundacional inscrigué el gener de 2010 una població de 5047 reproductors adults vius (4555 eugues i 492 sementals) propietat dels 309 associats a FECAPI.

## Característiques

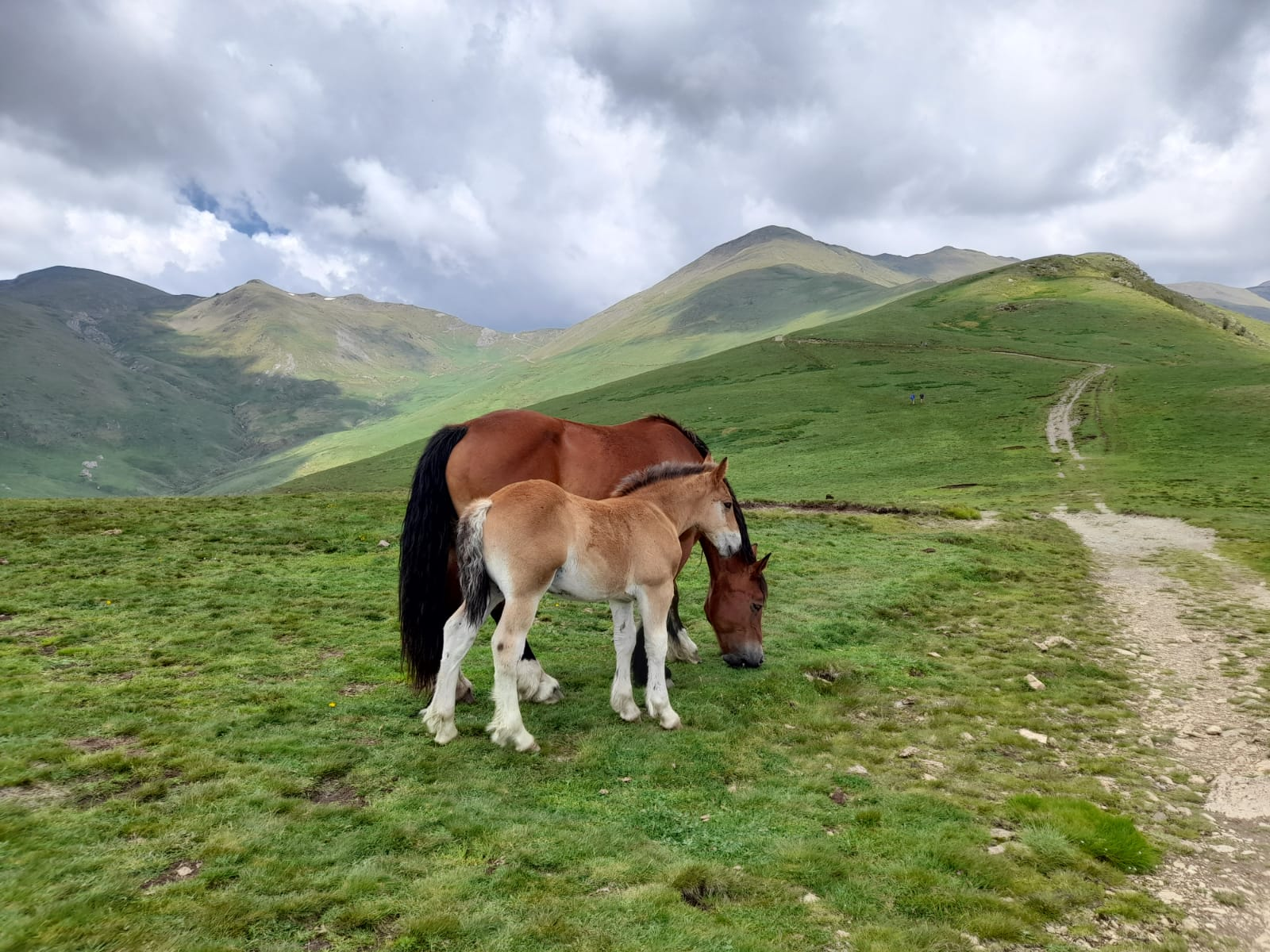
Cavalls pasturant prop del torrent de Fontlletera, a les envistes del Puig de Fontlletera (dreta) i el Balandrau (esquerra)

Tota raça ha de seguir unes pautes morfològiques que la diferenciïn de les altres i que facin que uns animals siguin considerats millors o pitjors exemplars; el CPC no n'és exempt i, per tant, es regeix per les següents característiques:
Cap i coll: Cap mitjà a gros, amb orelles mitjanes i ulls ametllats i expressius. Narius amples. Coll robust i molt més arquejat en mascles que en femelles. Crinera abundant 
Tronc: Alçada de la creu de 146 cm a 160 cm. Gropa poc ensellada (excepte en últimes etapes de prenyat). Pit ample i musculat per a suportar grans caminades en altitud.
Gropa i genitals: Gropa partida amb naixement de la cua enmig i inclinació superior a 35º (per facilitar el part). Genitals complets i sense presència de figs (berrugues).
Extremitats: Amples i robustes i amb sedes (pèls llargs) no gaire exagerats i ben aplomats (que puguin suportar el pes correctament). Cascs ben desenvolupats, no gaire llargs i sense esquerdes.

## Promoció
El principal actiu promocional tant dels animals com de la carn que produeixen es fa a través de les fires ramaderes del Pirineu. Aquestes fires, reminiscències de les grans concentracions de bestiar que s'aplegaven als pobles durant la tardor per a la compra/venta dels animals quan baixaven de la muntanya, s'han convertit, en l'actualitat, en processons folklòriques de nostàlgics d'antuvi i també en l'aparador de les ramaderies, i de retruc, la millor manera per a donar a conèixer allò que es produeix a casa nostra. En el cas del cavall pirinenc català, s'aprofiten aquestes fires per a triar els millors animals de cada comarca i que representaran el territori al concurs nacional, rotatiu des de l'any 2008. Són, per ordre cronològic: la Fira de la Pobleta de Bellveí al Pallars Jussà (el primer dissabte d'Octubre), fires de la Vall d'Aran (5 d'octubre a Les, 6 d'Octubre a Bossòst, 7 d'octubre a Salardú i 8 d'Octubre a Viella), tria de Mulats d'Espinavell al Ripollès (13 d'Octubre), Fira de Santa Teresa d'Esterri d'Àneu al Pallars Sobirà (3r cap de setmana d'octubre), Comarcal de l'Alt Urgell (4t dissabte d'octubre), Fira de Tots Sants de Vilaller a l'Alta Ribagorça (2 de novembre) i Fira de Puigcerdà a la Cerdanya (1r cap de setmana de novembre). El concurs nacional morfològic es fa dues setmanes després de l'última fira, és a dir, cap a mitjans de novembre.
Les fires, però, volen ser un reflex per a la promoció de la veritable finalitat d'aquest animal: la carn de poltre. Aquesta carn és rica en glucogen, ferro i omega3 i també en vitamines -com la B- i minerals, com el ferro, el zenc, el magnesi i el coure. Alhora, conté també poc greix; és doncs, ideal per a nens, persones grans, esportistes, persones amb anèmia i gent amb problemes digestius crònics (malaltia de Chrone, tuberculosi..). Tot i que informacions diverses han tret a la llum irregularitats on hi ha implicada la carn de poltre, aquests fets no atenyen el Cavall Pirinenc Català, ja que és un animal que requereix de molt pocs tractaments i que passa la major part de la seva vida a les pastures esdevenint una producció poc contaminant i altament ecològica.